# Coastal Motor Boat

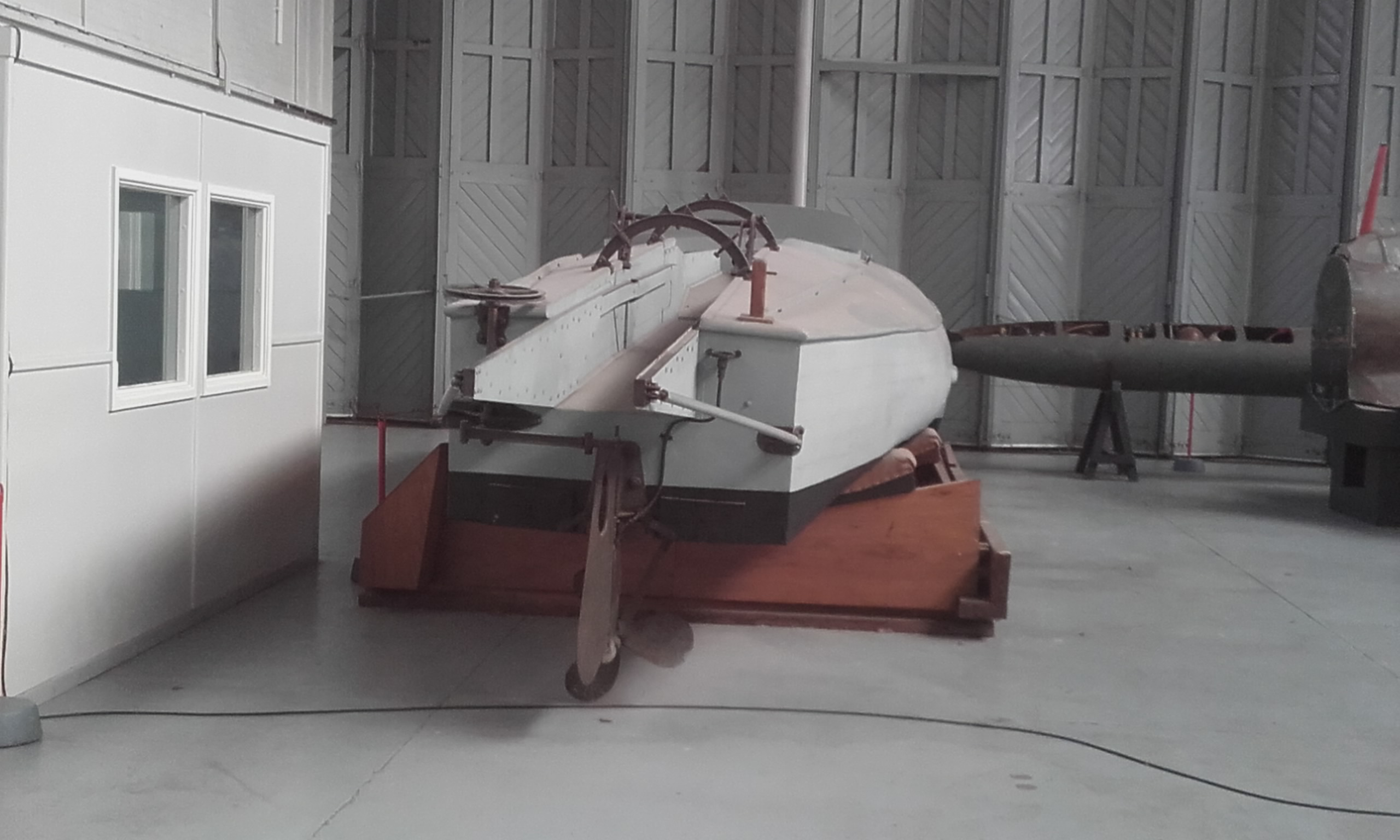
O HM Coastal Motor Boat 4 (1916) em exposição no "Imperial War Museum Duxford". Vista da popa mostrando a rampa de lançamento do torpedo.

Coastal Motor Boat (CMB), algo como "barco costeiro motorizado", é a designação em inglês de um tipo de barco militar de pequeno/médio porte utilizado pelo Reino Unido na primeira e na segunda Guerras Mundiais.

## Antecedentes e características
Durante a Primeira Guerra Mundial, seguindo uma sugestão de três oficiais subalternos da ""Harwich Striking Force" de que pequenos barcos a motor carregando um torpedo poderiam ser capazes de viajar sobre os campos minados de proteção e atacar navios da Marinha Imperial Alemã fundeada em suas bases, o Almirantado deu uma aprovação provisória à ideia e, no verão de 1915, produziu uma "Requisição de Pessoal" solicitando projetos para um "Barco Costeiro Motorizado" para serviço no Mar do Norte.
Esperava-se que esses barcos tivessem alta velocidade, fazendo uso dos leves e potentes motores a gasolina então disponíveis. A velocidade do barco quando totalmente carregado era de pelo menos 30 nós (56 km/h) e combustível suficiente deveria ser carregado para dar um raio de ação considerável.
Eles deveriam ser armados de várias maneiras, com torpedos, cargas de profundidade ou para colocar minas. O armamento secundário teria sido fornecido por metralhadoras leves, como a Lewis. O peso de um barco totalmente carregado, completo com um torpedo de 18 polegadas (450 mm), não deveria exceder o peso do barco a motor de 30 pés (9,1 m) então carregado nas "serviolas" de um cruzador leve , ou seja, 4,5 toneladas.
Os CMBs foram projetados pela Thornycroft, que tinha experiência em pequenas lanchas. Os motores não eram propriamente motores de combustão interna marítima (já que estes eram escassos), mas adaptaram motores de aeronaves de empresas como Sunbeam e Napier.

## Variantes

### CMB de 40 pés
Tendo como bate um pequeno barco de corrida de 25 pés, o "Miranda IV" de 1910 que com um motor de 120 hp (89 kW), atingia 35 nós (65 km/h), a Thornycroft criou um protótipo de 40 pés com capacidade de carregar um único torpedo de 18 polegadas.
Em janeiro de 1916, doze barcos foram encomendados, todos concluídos em agosto de 1916. Outros barcos foram construídos, para um total de 39.
A restrição de peso significava que o torpedo não podia ser disparado de um tubo de torpedo, mas sim carregado em uma calha voltada para trás. Ao disparar, era empurrado para trás por uma pistola de cordite e um longo aríete de aço, entrando na água com a cauda. Um cabo de disparo entre o torpedo e a cabeça do aríete acionaria os motores do torpedo, uma vez esticados durante a liberação. O CMB então se viraria e sairia de seu caminho. Não há registro de um CMB sendo atingido por seu próprio torpedo, mas em um caso, a pistola foi disparada prematuramente e a tripulação ficou tensa 20 minutos perto do inimigo enquanto o recarregava.

### CMB de 55 pés
Versões maiores que a de 40 pés foram encomendadas em 1916. Em 1917, a Thornycroft produziu uma versão geral ampliada de 60 pés (18 m). Isso permitiu uma carga útil mais pesada e agora dois torpedos podiam ser carregados. Uma carga de guerra mista de um único torpedo e quatro cargas de profundidade também poderia ser transportada, as cargas de profundidade liberadas de berços individuais sobre os lados, em vez de uma rampa de popa.
O projeto foi tão bem-sucedido que mais foram construídos durante a Segunda Guerra Mundial. O último exemplar sobrevivente, o MTB 331, é desse grupo, construído em 1941.

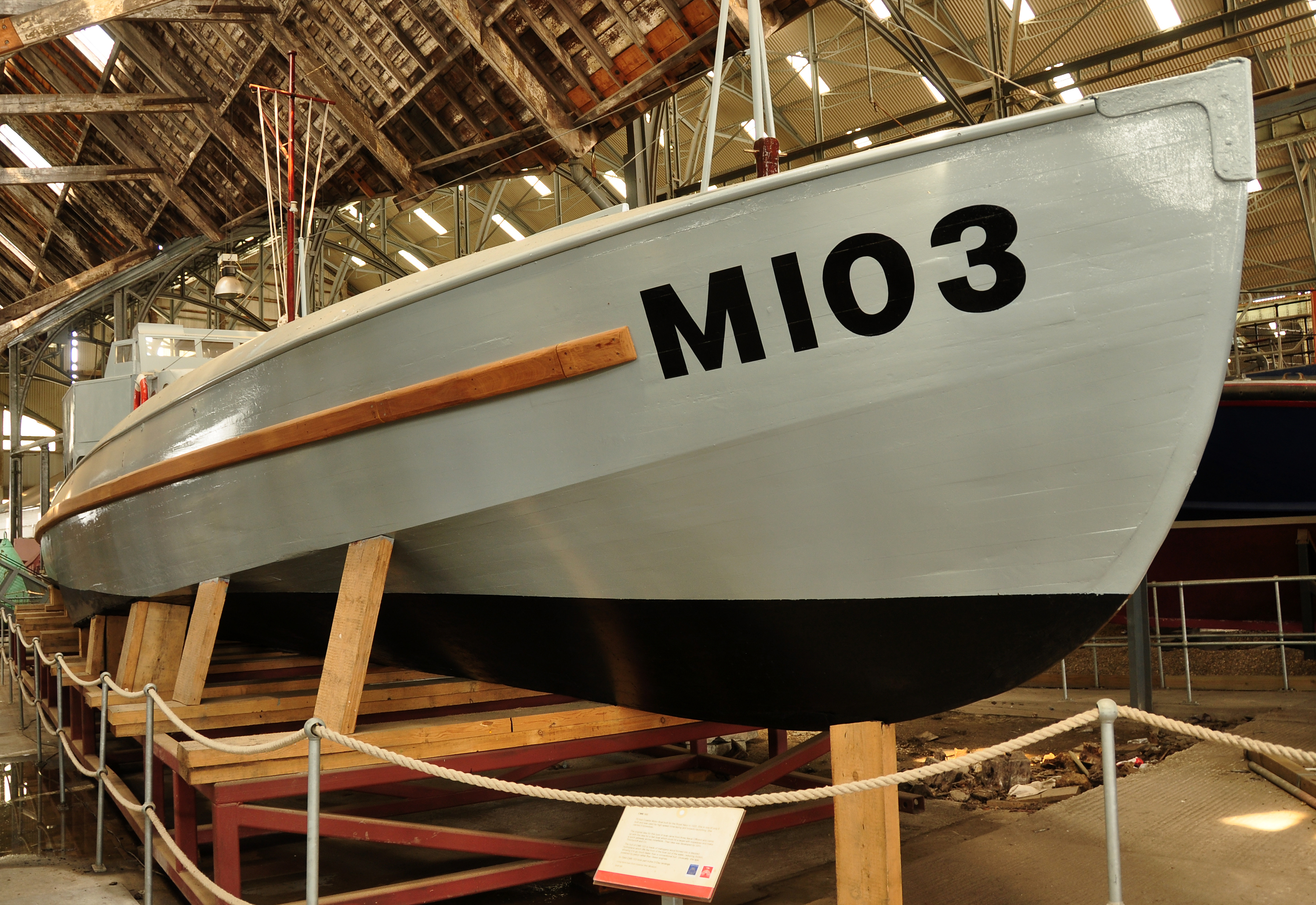
O "CMB 103" em Chatham.

### CMB de 70 pés
Doze CMBs de 72 pés de comprimento foram encomendados no início de 1918 para instalação de minas (7 minas magnéticas) ou lançamento de torpedo (6 torpedos). Cinco foram cancelados; do restante, 3 sobreviveram à Segunda Guerra Mundial, com o CMB 103 MT preservado como um navio-museu. O CMB 103 foi restaurado em agosto de 2011 e está em exibição no "The Historic Dockyard" em Chatham.